# مسجد پاپروند آق‌دام
مسجد پاپروند آق‌دام (به ترکی آذربایجانی: Paprəvənd məscidi) اثر معماری باستانی می‌باشد که در روستای «پاپروند» شهرستان آق‌دام قرار گرفته است.

## توصیف بنا
این مسجد که به طور کلی با بهره‌برداری از سنگ آهک بنا شده است، یک تراس سه طاقه و عبادتگاهی را دارا ست. طاقهای ایوان به یک جفت ستون سنگی متقارن متصل می‌باشند. طرح سقف نیز به صورت طاق بندی ساخته شده است. از آنجایی که تالار عبادت مسجد مربعی شکل می‌باشد، سقف آن از درونش به شکل گنبد ساخته شده و از ظاهر خارجی، بامش با اضافه کردن مصالح پوششی به صورت بام دو دامنی درآمده است.
این مسجد در قرن ۱۷ بنا شده است. متأسفانه که بخش‌هایی از آن تخریب شده و تا به روز نرسیده است.